# 阿爾馬諾 (加利福尼亞州)
阿爾馬諾（英語：Almanor）是位於美國加利福尼亞州普盧默斯縣的一個人口普查指定地區。

## 地理
阿爾馬諾的座標為40°13′01″N 121°10′38″W / 40.21694°N 121.17722°W，而該地最高點為海拔高度1388米（即4554英尺）。

## 人口
根據2010年美國人口普查的數據，阿爾馬諾的面積為2.29平方千米，當中陸地面積為2.29平方千米，而水域面積為0.00平方千米。當地共有人口0人，而人口密度為每平方千米0人。